# Conferenza di Algeciras
La conferenza di Algeciras fu un congresso internazionale che prese il nome dalla cittadina spagnola in cui fu convocato dal gennaio all'aprile del 1906.
I rappresentanti delle potenze convenute (le principali nazioni d'Europa compresa l'Italia, oltre agli Stati Uniti e al Marocco) discussero la questione dell'influenza francese sul Marocco che aveva provocato forti tensioni fra la Francia e la Germania determinando la crisi di Tangeri (prima crisi marocchina) nel 1905.
La conferenza di Algeciras stabilì, con l'accordo del 7 aprile 1906, il controllo internazionale a predominanza francese e spagnola sul Marocco. Provocò un ulteriore avvicinamento politico della Gran Bretagna alla Francia e, nel contesto della politica mondiale, l'isolamento della Germania.

## Da Tangeri ad Algeciras
Durata circa tre mesi, la Crisi di Tangeri (detta anche prima crisi marocchina) si concluse il 6 giugno 1905 con le dimissioni del ministro degli Esteri francese Théophile Delcassé e con la decisione della Francia di cedere alle pressioni della Germania e acconsentire ad una conferenza internazionale sul Marocco.
Tanta attenzione su questa nazione africana era dovuta alla sua invidiabile posizione strategica, a cavallo fra l'Atlantico e il mar Mediterraneo oltre che alla presenza di alcuni giacimenti di carbone nella parte orientale del Paese. Con il solo possesso dei porti marocchini (e questo era l'obiettivo immediato della Francia), una potenza avrebbe potuto controllare sia la rotta dello Stretto di Gibilterra, sia le rotte che dalle coste dell'Africa percorrevano l'Oceano Atlantico per raggiungere l'Europa. Concludeva il quadro un regime locale molto debole, che nel 1902 era stato vicino a cadere per delle rivolte interne.

### Contatti preliminari
Tra la Francia e la Germania dopo la decisione della conferenza, si instaurò un dialogo diretto che si risolse in parziali cedimenti reciproci. La Germania ottenne dalla Francia il riconoscimento di un'eguaglianza economica in Marocco per tutte le potenze, e Berlino si impegnò a cedere ai francesi il diritto di organizzare la polizia marocchina. Questa fase di relativa distensione fu interrotta nell'ottobre del 1905 dalle rivelazioni del quotidiano Le Matin sui retroscena che avevano determinato le dimissioni del ministro degli Esteri francese Delcassé a seguito della crisi di Tangeri. Poiché la caduta di costui apparve imposta dalla Germania (cosa in gran parte vera), si determinò in Francia un'ondata di sciovinismo e il ministro degli Esteri in carica, Maurice Rouvier, dovette fare un passo indietro ritirando le concessioni fatte alla Germania, anche perché si era reso conto che le dimissioni del germanofobo Delcassé non avevano affatto rabbonito i tedeschi.

### La Gran Bretagna
Ma il dato più importante del periodo fu il graduale e costante avvicinamento alla Francia della Gran Bretagna. Il 10 dicembre 1905 era stato formato a Londra il nuovo governo liberale, con Henry Campbell-Bannerman Primo ministro e con Edward Grey ministro degli Esteri. I liberali, in teoria, avrebbero dovuto avere un atteggiamento più amichevole nei confronti della Germania, ma Grey costituiva un'eccezione.
Delle intenzioni del Foreign Office, il 9 gennaio 1906 fu informato l'ambasciatore tedesco a Londra, Paul Metternich. Con una comunicazione che nascondeva una certa dose di bluff, il ministro Grey dichiarò che «se la Francia si fosse messa nei guai» a causa del Marocco, «l'affetto e la simpatia dell'Inghilterra per la Francia […] erano così forti che sarebbe stato impossibile per qualunque governo rimanere neutrale».
Preoccupato, in una lettera al Cancelliere tedesco Bernhard von Bülow inviata all'apertura della conferenza, Metternich così si esprimeva: «Il governo britannico ha fatto capire, che ad un attacco tedesco i francesi avrebbero l'aiuto armato dell'Inghilterra. […] Se i francesi domani passassero il confine tedesco, dopodomani in tutta l'Inghilterra si direbbe che vi sono stati costretti dalla condotta provocatrice della Germania».

## L'inizio delle trattative

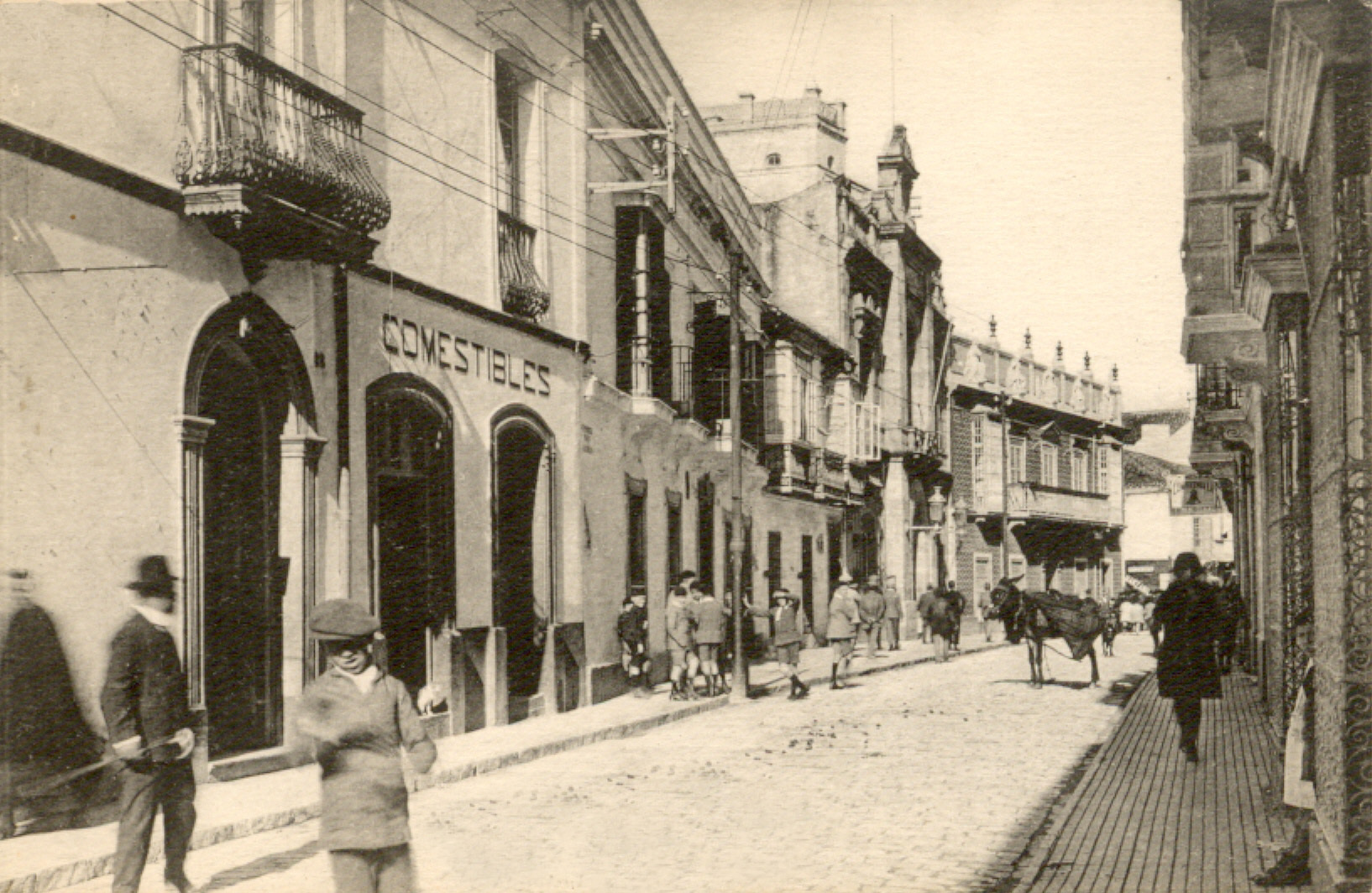
Algeciras nel 1909 (Calle Convento)

Questo il quadro della situazione il 15 gennaio 1906, giorno dell'apertura della conferenza sul Marocco ad Algeciras, nella baia di Gibilterra. Oltre la Spagna, che offriva l'ospitalità del suo territorio, dodici potenze erano rappresentate. Esse erano, nell'ordine alfabetico in lingua francese: Germania, Austria-Ungheria, Belgio, Stati Uniti, Francia, Gran Bretagna, Italia, Marocco, Paesi Bassi, Portogallo, Russia e Svezia.
Per procedere alla propria sistemazione nell'angusta città, la maggior parte dei diplomatici era già arrivata il 12 gennaio. Dai primi contatti un'impressione risultò chiara: che la Germania, la quale aveva proposto la conferenza ed anzi l'aveva imposta, non vi portava nessuno spirito di conciliazione.
Iniziati i lavori, la Francia fece di tutto per avvicinarsi il più possibile a quell'idea di protettorato sul Marocco che aveva stabilito con l'Inghilterra al tempo dell'Entente cordiale, e quando fu chiaro che il nocciolo della questione era il controllo della polizia locale, l'inviato tedesco alla conferenza Josef von Radowitz si oppose, appoggiato solo dal collega austriaco e da quello marocchino.
L'altra alleata della Germania, l'Italia, si trovava in una posizione difficile, dato che oltre agli impegni con la triplice alleanza ne aveva contratti altri con la Francia. Con quest'ultima, infatti, già dal 1900 si era accordata a non contrastarne le mire sul Marocco, ottenendo in cambio un uguale disinteresse per le mire italiane sulla Libia (territorio dell'Impero ottomano).

## L'Italia e la Libia

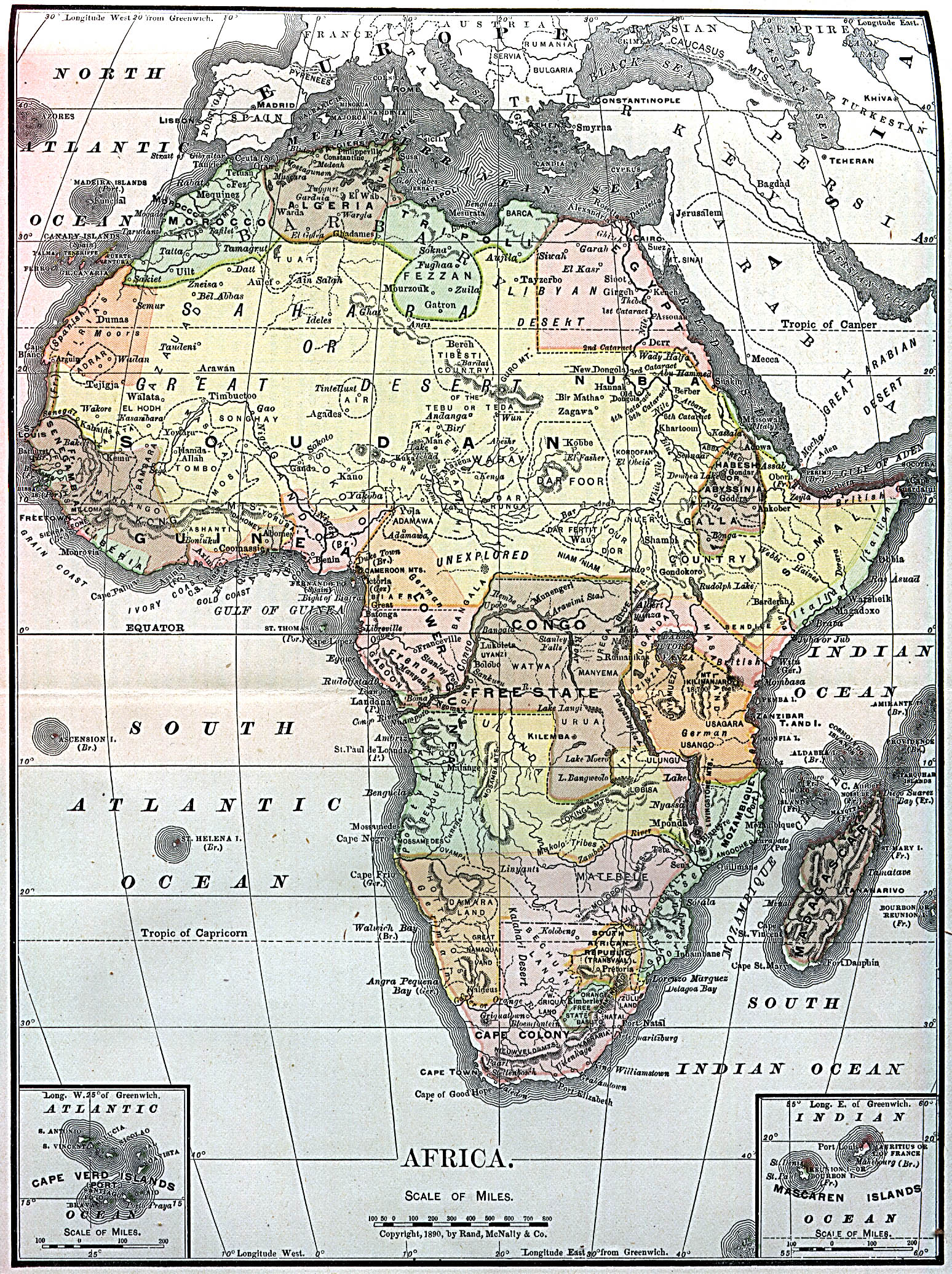
Una carta dell'Africa di fine ottocento.

L’Italia vedeva nella conferenza una buona possibilità di avvantaggiarsi in campo coloniale. Le sue mire sulla Libia potevano essere finalmente esaudite.
Ministro degli Esteri dell'epoca era Tommaso Tittoni, considerato da Giovanni Giolitti e da Re Vittorio Emanuele III troppo filoaustriaco per gestire la grande opportunità che si offriva all'Italia. Nacque così, il 24 dicembre 1905, il secondo governo presieduto da Alessandro Fortis, il cui unico scopo fu di riprogrammare la linea di politica estera in vista della conferenza marocchina. Ministro degli Esteri fu nominato il marchese Antonino di San Giuliano, sostenitore di un controllato colonialismo all'ombra della Gran Bretagna.
San Giuliano risultò gradito alla Francia che, come abbiamo visto, non si sarebbe opposta ai disegni italiani in Libia solo se Roma non l'avesse ostacolata riguardo al Marocco. Anche la Gran Bretagna, tre giorni dopo la formazione del nuovo governo, si espresse positivamente attraverso Edward Grey e l'ambasciatore a Roma Edwin Henry Egerton. Entrambi confermarono che la conferenza sul Marocco poteva rappresentare per l'Italia una svolta importante in chiave coloniale.
L'inviato prescelto da San Giuliano come rappresentante dell'Italia ad Algeciras fu Emilio Visconti Venosta, di posizioni nettamente filofrancesi.
Le istruzioni che costui ricevette furono di regolare il suo comportamento su quello del rappresentante statunitense Henry White. Ciò perché gli americani avevano deciso che gli interessi del loro Paese in Marocco sarebbero stati garantiti da una Francia in grado di raggiungere il controllo sul Paese nordafricano. Visconti Venosta, peraltro, accettò affermando che avrebbe tenuto una linea conforme alle intese sottoscritte dall'Italia sia con l'Austria e la Germania, sia con la Francia. Tali accordi - a suo parere - non risultavano in contrasto fra loro.

## Isolamento della Germania
Le controversie sul controllo della polizia locale portarono in conferenza, nel gennaio del 1906, ad un'azione diplomatica della Germania nei confronti di Italia e Stati Uniti, che fungevano da potenze mediatrici. Pur di non cedere il controllo della polizia marocchina alla Francia, i tedeschi vollero giocare sull'amor proprio dell'Italia a sentirsi una grande potenza e fecero circolare la voce che si potesse affidare l'organizzazione della polizia portuale (e quindi il controllo del commercio) alle cure del governo di Roma. Avvisato da Visconti Venosta, il ministro San Giuliano si limitò a non prendere in considerazione la proposta che, in seguito, definì un chiaro “tentativo di seduzione” cui l'Italia non si sarebbe potuta prestare (se voleva mantenere aperta la porta della Libia).
Ancor più eloquente, in marzo, fu il Segretario di Stato statunitense Elihu Root quando la Germania domandò al governo americano un voto a favore di un progetto austriaco. Quest'ultimo prevedeva la concessione della polizia, almeno nel porto di Casablanca, a un ufficiale di una terza potenza rispetto a Francia e Spagna (che aspirava al ruolo di co-amministratrice per motivi storici). Il Segretario di Stato rispose che il suo Paese riteneva che il “principio della porta aperta” sarebbe stato perfettamente garantito da francesi e spagnoli.
La Germania si trovava, quindi, pressoché isolata. Per ovviare a questa situazione l'imperatore tedesco Guglielmo II considerò la possibilità di aggirare la conferenza e contattare, attraverso l'ambasciatore a Parigi Hugo von Radolin, direttamente il governo francese. Il giorno 13 febbraio 1906 l'ambasciatore tedesco incontrò il Primo Ministro e Ministro degli Esteri Maurice Rouvier, il quale fu irremovibile: il destino del Marocco si sarebbe deciso alla conferenza di Algeciras che proprio la Germania aveva preteso durante la crisi di Tangeri.

## Cedimento della Germania

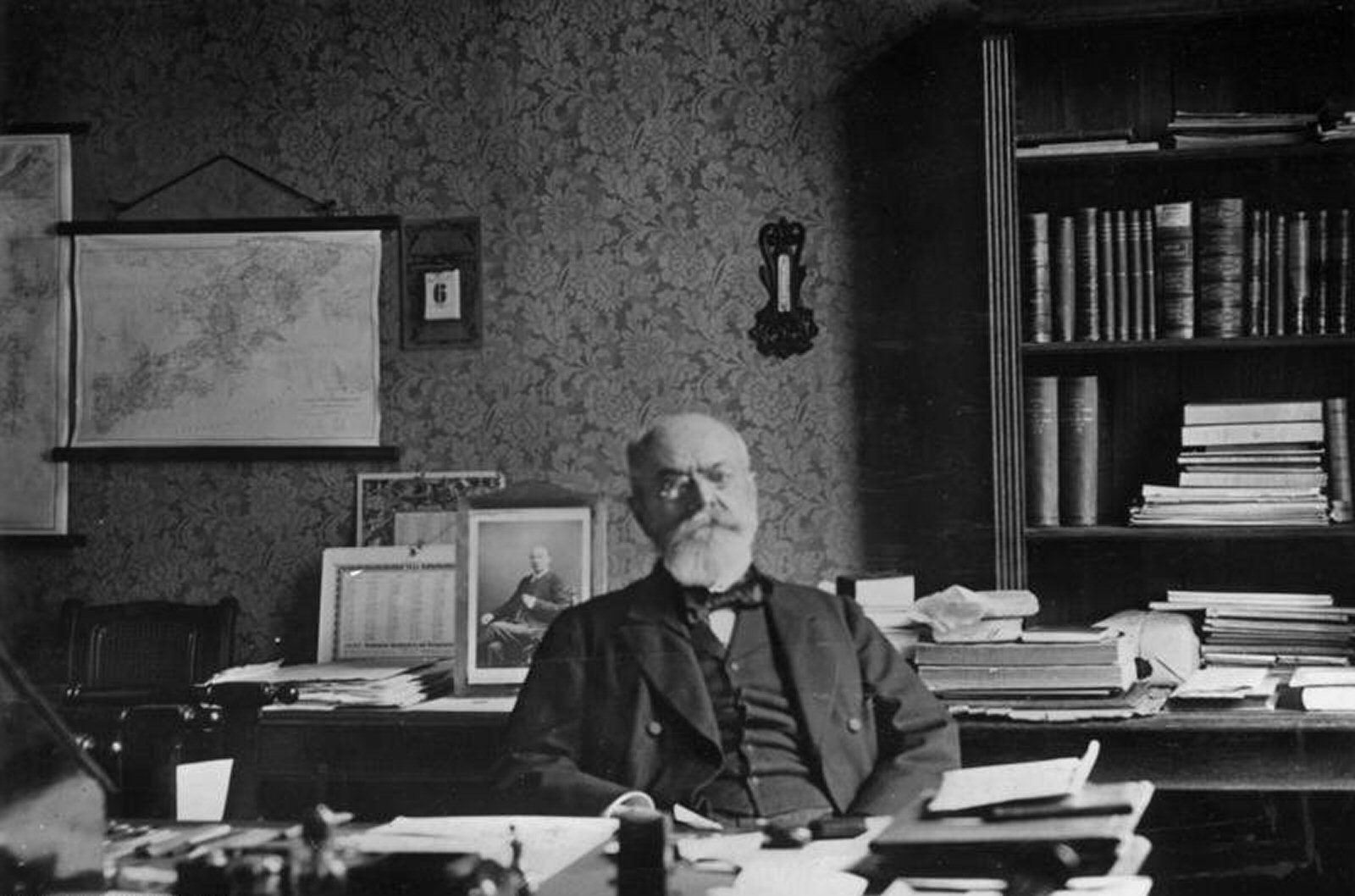
Friedrich von Holstein nel 1906.

Fallite le lusinghe all'Italia e l'aggiramento diplomatico a Parigi, l'”eminenza grigia” del potere germanico, il consigliere Friedrich von Holstein influenzando i delegati tedeschi della conferenza, determinò il 3 marzo, un atteggiamento di assoluta intransigenza della Germania. Holstein riteneva che la linea dura avrebbe alla lunga spinto i Paesi neutrali a proporre un compromesso.
A questo punto il Cancelliere a Berlino Bernhard von Bülow perse la calma, richiamò a sé la direzione della delegazione tedesca, togliendola ad Holstein, e si preparò ad accogliere le richieste francesi. D'altra parte, quanto più la conferenza si protraeva, tanto più cresceva il nervosismo di Guglielmo II, specie dopo una lettera del Granduca Federico di Baden che lo esortava a cedere.
Finalmente il Kaiser, in un lungo colloquio con Bülow nei giardini della Cancelleria ai primi di aprile del 1906, espresse la ferma convinzione che se la Germania non avesse fatto ad Algeciras alcune altre concessioni, si sarebbe giunti alla guerra, le cui probabilità di successo, “per il momento” a causa di ragioni tecniche militari, erano le più sfavorevoli possibili. Pregò il cancelliere di non abbandonarlo e di preservarlo da un conflitto al quale non v'era alcuna propensione né nei prìncipi tedeschi, né al Reichstag, né fra il popolo.
Il timore di essere coinvolto in una guerra così come l'aveva palesata l'ambasciatore Metternich, con una Francia che umiliata a Tangeri, sotto il peso dell'opinione pubblica, si fosse accordata con la Gran Bretagna e la Russia per attaccare la Germania, aveva avuto nella mente di Guglielmo un effetto scoraggiante. L'esercito non ancora pronto per un conflitto su più fronti, la debolezza dell'alleanza con l'Italia e una flotta inadeguata a fronteggiare la Royal Navy nel Mare del Nord, furono gli elementi che probabilmente si rivelarono decisivi nella scelta di Guglielmo II di cedere. Mentre Bülow, meno apprensivo e più realista, considerava invece venuto il momento di accordarsi per opportunità di politica internazionale.
Holstein, molto recalcitrante, fu costretto a fare un passo indietro: ad Algeciras i delegati di Berlino adottarono un atteggiamento più conciliante e il 7 aprile 1906 avvenne la firma dell'accordo.
Dopo, Holstein dichiarò che sarebbe stato disposto anche a correre il rischio di una guerra ma, disse, «Avrei dovuto capire che sarebbe stato difficile con Bülow, impossibile con Sua Maestà, ricorrere ai mezzi estremi».

## Gli atti della conferenza
L'accordo prevedeva una gestione internazionale della polizia, delle frontiere, delle finanze, del sistema tributario, delle dogane, dei servizi e dei lavori pubblici del Marocco. La parte del leone la fecero la Francia e la Spagna (come vecchia potenza coloniale dell'area) che non avrebbe avuto, poi, la forza politica di ostacolare l'avanzata francese nel Paese. Parigi non ottenne quello che avrebbe voluto, come il controllo dell'esercito, ma fece un notevole passo avanti verso l'acquisizione della gestione del Marocco, che si sarebbe realizzata pienamente nel 1912.
Da un punto di vista politico, inoltre, la Francia ottenne un vero successo, poiché durante la conferenza fu sempre in gioco non un protettorato economico francese (a cui Parigi aveva già rinunciato con l'Entente cordiale) quanto il controllo della polizia portuale. Su questo punto Francia e Germania erano su posizioni diametralmente opposte. Al termine della conferenza, la Francia ottenne (assieme alla Spagna) l'organizzazione e il controllo di tutta la polizia portuale da Casablanca a Tangeri, senza rinunciare a nessuno degli altri sei porti. Fu un trionfo, accompagnato dalla beffa, per la Germania, di aver raggiunto il misero risultato della presenza in loco di un ispettore svizzero, dal potere alquanto inconsistente.

## Le conseguenze
La potenza in cui si determinarono maggiori conseguenze a causa della conferenza fu la Germania. Il Cancelliere Bülow, il 5 aprile, alla vigilia della firma, parlò al Reichstag per difendere la sua posizione e durante la seduta ebbe un collasso. Il malore fu attribuito dal medico personale alla mancanza di sonno e all'affaticamento degli ultimi mesi. Gli fu imposto un riposo assoluto e gli fu proibito di avere contatti con l'ambiente politico. Intanto, il consigliere Holstein, l'”eminenza grigia”, furioso per la piega pacifista che aveva preso la questione di Algeciras, cogliendo l'occasione di un ennesimo scontro con il ministro degli Esteri Heinrich von Tschirschky, presentò le dimissioni confidando nel fatto che Bülow le avrebbe respinte. Ma il Cancelliere non poteva (o voleva, in questa occasione) avere contatti con la politica e Tschirschky fu ben contento di accettare le dimissioni di Holstein, così come fece il Kaiser.
Holstein, però, non era isolato: i pangermanisti e anche Maximilian Harden, un pubblicista molto influente, accusarono Guglielmo II e il governo di debolezza imperdonabile.
Le conseguenze politiche della conferenza di Algeciras sprofondarono Guglielmo II nel pessimismo. Su un dispaccio annotò:
«…per la mia generazione non si potranno mai sperare buone relazioni con la Francia… Inghilterra e Francia insieme sono state insultate dalla stampa tedesca e ora si sono messe insieme, e la Francia è sotto l'influenza inglese… L'Italia si è unita a loro – è sempre la coalizione di Crimea – e noi abbiamo permesso che ciò avvenisse».
L'esito della conferenza fu il primo episodio, seguito poi da quelli dello scandalo Harden-Eulenburg e del caso Daily Telegraph, che determinarono il discredito di Guglielmo II di fronte all'ala più intransigente e potente dell'esercito imperiale.